# 측량도해
측량도해(測量圖解)는 조선 철종 9년(1858년)에 조선 말기의 문신이자 예조판서 혜천 남병길에 의해 지어진 수학서이다. 과학기술부는 이 옛 문헌 측량도해를 번역하는 작업을 논의하였다. 직각삼각형의 성질을 이용하여 측량문제를 도해하였다.